# Det nordrussiske lavland
Det nordrussiske lavland er et område, der ligger længst mod nord i europæisk Rusland og udgør en del af Den østeuropæiske slette. 
Lavlandet, som ligger på vest- og østsiden af Timanhøjderne, breder sig ud langs floderne Dvina, Onega og Mesen i vest og Petjora i øst. Mod nord afgrænses det af Barentshavet. I midten deler Timanhøjderne, som går i nordvest-sydøstlig retning, det nordrussiske lavland i to dele. I nordøst grænser lavlandet til Paj-Khoj-bjergene, mod øst til Uralbjergene og mod syd til De nordrussiske højder. I vest går det over Onega- og Ladogasøen og til Den Finske Bugt. 
Landskabet i det meget tyndt befolkede nordrussiske lavland præges af taiga og tundra såvel som af floderne og de store søer på sletterne. De største byer er Arkhangelsk og Severodvinsk.